# Eternal Rhythm
Eternal Rhythm ist ein Jazzalbum von Don Cherry. Die im November 1968 bei den Berliner Jazztagen entstandenen Aufnahmen erschienen 1969 auf MPS. Unter dem Titel Where Is Brooklyn? & Eternal Rhythm Revisited wurde das Album am 1. April 2022 – gekoppelt mit der LP Where Is Brooklyn? – auf dem Label ezz-thetics wiederveröffentlicht, wobei es allerdings um mehr als drei Minuten gekürzt wurde.

## Hintergrund
1967 unternahm der Kornettist Don Cherry die erste von vielen Erkundungsexpeditionen durch Afrika, den Nahen Osten und Asien, trampte oder reiste mit Familienmitgliedern in einem VW-Wohnmobil, spielte mit lokalen Musikern und tauchte in ihre Volksmusik ein, notierte. Als er in diesen Prozess hineinwuchs, übernahm Cherry, der bis 1967 hauptsächlich Kornettist war, eine zusätzliche Reihe von Instrumenten, insbesondere eine Vielzahl von end- und seitengeblasenen Holzflöten, die malische Doussn'gouni und die Metallophone, die Teil der indonesischen Gamelan-Musik sind. Eternal Rhythm wurde beim Berliner Jazzfestival im November 1968 aufgenommen. Cherry ist auf Kornett, Gamelan-Glocken und Gongs und südasiatischen Flöten zu hören. Es gibt zwei weitere Gamelan-Spieler in der neunköpfigen Besetzung, mit dem Vibraphonisten Karl Berger und dem Pianisten Joachim Kühn, die sie ergänzen, und die ausgedehnten Gamelan-Abschnitte, die den 38-minütigen Mitschnitt eröffnen und schließen.
Bei der Wiederveröffentlichung wurde Eternal Rhythm mit Where Is Brooklyn? gekoppelt, das 1966 aufgenommen und 1969 von Blue Note Records herausgegeben wurde. Don Cherry spielte darauf zusammen mit dem Tenorsaxophonisten Pharoah Sanders, dem Bassisten Henry Grimes und dem Schlagzeuger Ed Blackwell.

## Titelliste
- Don Cherry: Eternal Rhythm (MPS 15204 ST)[2]

1. Eternal Rhythm, Part 1	(17:45)

- - Baby’s Breath
  - Shorty Sharrock
  - Turkish Prayer
  - Crystal Clear (Exposition)
  - Endless Beginnings
  - Baby’s Breath (Unaccompanied)

1. Eternal Rhythm, Part 2	(23:37)

- - Autumn Melody
  - Lanoo
  - Crystal Clear (Development)
  - Screaming J
  - Always Beginnings

Die Kompositionen stammen von Don Cherry.

## Rezeption
Brian Olewnick verlieh dem Album in Allmusic fünf Sterne und schrieb, Eternal Rhythm sei ein Meisterwerk auf mehreren Ebenen. So sei es eines der frühesten großen Beispiele für die Idee gewesen, dass alle Musikkulturen gleichzeitig existieren könnten, eine Philosophie, die jede angeborene musikalische Hierarchie ablehnte und keine Probleme hatte, den erdigsten Blues neben das zarteste Gamelan zu stellen. Es war auch ein Gipfeltreffen zwischen Vertretern der amerikanischen und europäischen Jazzavantgarde, schwarz und weiß. Noch wichtiger sei, dass Eternal Rhythm als eine absolut spektakuläre, bewegend schöne musikalische Darbietung existiere, eine der seltenen Gelegenheiten, bei denen der Zuhörer ein tiefes Gefühl dafür bekomme, dass Grenzen fallen und riesige Weiten von Territorien zum ersten Mal offenbart werden.
Nach Ansicht von Chris May, der das wiederveröffentlichte Album 2022 in All About Jazz rezensierte, sei der Multiinstrumentalist Don Cherry an der Spitze zweier Bewegungen gewesen, die das Gesicht des Jazz verändert hätten. Beide Male sei er eher aus künstlerischer Überzeugung als aus kaltblütigem karrieristischem Kalkül dabei gewesen. Um den Kunstkritiker Ernst Gombrich zu zitieren, verkörpere Cherry die Idee, dass es keine Musik gibt, es gibt nur Musiker. Das Album dokumentiere einen von Cherrys frühesten Streifzügen in die Musik von Kulturen, die an der Peripherie der Jazztradition liegen. In der vernetzten Welt von 2022 sei es gut, daran erinnert zu werden, wie bahnbrechend Eternal Rhythm für seine Zeit war.